# パワー・フォー・リビング
パワー・フォー・リビング（Power For Living）は米国のアーサーS.デモス財団(Arthur S. DeMoss Foundation)が無料配布しているキリスト教系書籍の名称。

## 来歴
- 1955年 - アーサー・S・デモスによって、ナショナル・リバティー財団が設立される
- 1979年 - アーサー・S・デモスが53歳で没。夫人のナンシー・S・デモスが、遺産のうち2億ドルをあてて、ナショナル・リバティー基金を設立。後に名称を現在のものに改める。
- 1983年 - 米国にて書籍「パワー・フォー・リビング」の配布開始
- 1999年 - 米国にてテレビCMによる広告開始。
- 2001年 - ドイツで配布開始
- 2007年 - 日本で配布開始

## 概略
- 『パワー・フォー・リビング』の原書は、キリスト教プロテスタント単立教派の牧師Jamie Buckinghamが書いたキリスト教系書籍。クリスチャンとなった有名人の体験等を綴ったもので、未入信者向けの内容である。
- 日本語版は2007年1月1日発行、その内容はクリスチャンの証し、クリスチャンになるためのキャンパス・クルセード・フォー・クライストの四つの法則、クリスチャン生活を送るための聖霊の力である。末尾に「さらにお知りになりたい方へ」と、料金受取人払の郵便葉書が綴じ込みで付いている。なお「成功を手にした8人」は、次の通り。
  - 久米小百合
  - トレイ・ヒルマン
  - VERBAL（m-flo）
  - ジャネット・リン
  - 橋本徹（富士銀行（現みずほ銀行）元会長・頭取）
  - 本田路津子
  - 小坂忠
  - アーサー・S・デモス（この財団の創設者自身）。
- 日本語版の窓口は福音派の尾山謙仁牧師と宣教団体新生宣教団である。

## アーサーS.デモス財団
- 『パワー・フォー・リビング』を配布しているアーサーS.デモス財団は、主にキリスト教プロテスタント福音派を支援している財団で、特に中絶や同性愛に反対し、創造論、創造科学やインテリジェント・デザインの普及をはかるキリスト教右派との繋がりが深いとされている。
- キリスト教を広めることを目的としたものであり、独自の教義や教祖を持つ宗教団体ではない。よって、財団の活動に協力するキリスト教信者はいても、財団ないし『パワー・フォー・リビング』それ自体の信者という者は存在しない。CMに出演している人達はプロテスタントのキリスト教徒である。
- 財団の豊富な資金力を背景に、『パワー・フォー・リビング』配布のための広告活動がこれまでアメリカ、ドイツでなされてきており、2007年1月8日から2月1日まで日本でも新聞広告及びコマーシャルを流すようになった。
- ドイツではこの財団のコマーシャルは、ドイツ連邦放送審議会（Germany's Federal Broadcasting Commission）によって「宗教思想を宣伝する広告」であると認定され、2002年1月に放送禁止となっている。

## 有名人の関係者
日本版コマーシャルの出演者
- トレイ・ヒルマン （プロ野球、元北海道日本ハムファイターズ・カンザスシティロイヤルズ監督）
- 久米小百合 （歌手）
- VERBAL （m-floメンバー）
- ジャネット・リン （元フィギュアスケート選手）

アメリカ版コマーシャルの出演者
- ジャネット・リン （元フィギュアスケート選手）
- レジー・ホワイト（元NFL選手、牧師）
- ジェニファー・オニール（ハリウッド女優）
- ベルンハルト・ランガー（プロゴルファー）
- ミシェル・エイカーズ（女子サッカー選手）
- アンディ・ペティット（MLB、ニューヨーク・ヤンキース投手）

全員プロテスタントのキリスト教徒として知られている。

## 日本国内での反響
- TVコマーシャルについては、宗教色を全く無くし「本の宣伝」と捉えている日本テレビとテレビ朝日、そしてテレビ東京が放送を行った一方、無料で本をプレゼントしていること以外何を訴えているCMなのかが判らず不明瞭な点が多い事もあり、TBSとフジテレビ[1]、関西テレビがコマーシャルの放映を見合わせた。なおフジテレビでの放送は見合わせているが、系列局では放送されている（東海テレビなど）。
- 新聞への広告は、朝日新聞、毎日新聞、読売新聞、産経新聞、東京新聞の各紙に掲載された[1]。
- 雑誌では、『週刊文春』、『週刊新潮』、『週刊朝日』『週刊ベースボール（ヒルマン監督版のみ）』に掲載された。『週刊現代』、『週刊ポスト』、『サンデー毎日』は掲載を見合わせた[1]。